# Legio II Herculia
La Legio II Herculia (Segunda legión «hercúlea», esto es, dedicada a Hércules) fue una legión romana, creada por el emperador Diocleciano (284-305), posiblemente junto con la I Iovia, para guardar la recientemente creada provincia de Escitia Menor. El cognomen de esta legión proviene de Herculius, el atributo de Maximiano (colega de Diocleciano), que quiere decir «similar a Hércules».
Según la Notitia Dignitatum, a comienzos del siglo V, la legión Segunda Herculia aún estaba en su campamento en el Danubio.